# Oligodon booliati
Oligodon booliati es una especie de serpientes de la familia Colubridae.

## Distribución geográfica y hábitat
Es endémica de la isla Tioman, en el archipiélago de Seribuat (Malasia Peninsular). Su rango altitudinal oscila entre 100 y 700 m s. n. m..

## Estado de conservación
Se encuentra amenazada por la pérdida de su hábitat natural.